# Почтовые марки России (2018)

Почто́вые ма́рки Росси́и (2018) — каталог знаков почтовой оплаты (марок, блоков, листов), введённых в обращение «Почтой России» в 2018 году.
Всего в этом году было выпущено 127 почтовых марок, 15 почтовых блоков, 1 малый лист.

## Список коммеморативных марок
Порядок следования элементов в таблице соответствует номеру по каталогу марок России на официальном сайте издатцентра «Марка», в скобках приведены номера по каталогу «Михель».
| №                                                                   | Изображение | Описание | Номинал  | Дата        | Тираж                  | Художник                         | П      |
| ------------------------------------------------------------------- | ----------- | --- | -------- | ----------- | ---------------------- | -------------------------------- | ------ |
| № 2309 № 2310 № 2311 № 2312 № 2309—2312                             |             | Фауна России. Дятлы: - Зелёный дятел. - Большой пёстрый дятел. - Чёрный дятел. - Малый пёстрый дятел. | 35 руб.  | 16 января   | 60 000                 | Бельтюков В.                     | [ 3 ]  |
| № 2313                                                              |             | Полный кавалер ордена «За заслуги перед Отечеством». Николай Павлович Лавёров (1930—2016), геолог, педагог. | 27 руб.  | 18 января   | 280 000 20 000         | Московец А.                      | [ 4 ]  |
| № 2314                                                              |             | Полный кавалер ордена «За заслуги перед Отечеством». Владимир Михайлович Зельдин (1915—2016), актёр. | 27 руб.  | 22 января   | 280 000 20 000         | Комса Р.                         | [ 5 ]  |
| № 2315                                                              |             | К 75-летию Победы в Великой Отечественной войне 1941—1945 гг. Путь к Победе. Сталинградская битва. | 41 руб.  | 2 февраля   | 161 000 23 000         | Ульяновский C.                   | [ 6 ]  |
| № 2316 № 2317                                                       |             | Герои Российской Федерации: - Александр Владимирович Красиков (1958—2005). - Анатолий Вячеславович Лебедь (1963—2012). | 22 руб.  | 22 февраля  | 115 000 23 000         | Дробышев А.                      | [ 7 ]  |
| № 2318                                                              |             | Континентальная хоккейная лига. Символика Чемпионата КХЛ 10-го юбилейного сезона. | 22 руб.  | 15 февраля  | 225 000 25 000         | Бетрединова Х.                   | [ 8 ]  |
| № 2319                                                              |             | Выпуск по программе «Европа». Мосты. Парящий мост над Москвой-рекой в парке Зарядье на фоне Кремля и логотип «Europa». | 28 руб.  | 21 февраля  | 184 000 23 000         | Бельтюков В.                     | [ 9 ]  |
| № 2321 № 2322 № 2323 № 2324                                         |             | XXIX Всемирная зимняя универсиада 2019 года в г. Красноярске. Спортивные объекты: - Фанпарк «Бобровый лог». - Спортивно-зрелищный комплекс «Платинум Арена Красноярск». - Дворец спорта им. Ивана Ярыгина. - Многофункциональный комплекс «Академия биатлона». | 40 руб.  | 2 марта     | 80 000                 | Плотникова Е.                    | [ 10 ] |
| № 2320                                                              |             | Совместный выпуск Администраций связи стран — членов РСС. Заповедники. Белая сова на фоне пейзажа Большого Арктического заповедника. | 30 руб.  | 28 февраля  | 184 000 23 000         | Крадышев А.                      | [ 11 ] |
| № 2325 № 2326 № 2327                                                |             | Совместный выпуск Российской Федерации и Республики Болгария. К 140-летию освобождения Болгарии и окончания Русско-турецкой войны 1877–1878 гг. Карта окрестностей Плевны: - Н. Г. Столетов (1831—1912) . - И. В. Гурко (1828—1901). - Э. И. Тотлебен (1818—1884). | 60 руб.  | 20 марта    | 50 000                 | Ульяновский C.                   | [ 12 ] |
| № 2328 № 2329 № 2330 № 2331 № 2328—2331                             |             | Флора России. Сирень. Сорта сирени, выведенные Леонидом Алексеевичем Колесниковым (1893—1968): - Сирень «Надежда». - Сирень «Красавица Москвы». - Сирень «Гортензия». - Сирень «Джамбул». | 30 руб.  | 21 марта    | 110 000 55 000         | Савина О.                        | [ 13 ] |
| № 2332                                                              |             | Герои Российской Федерации. Алексей Борисович Буханов (1965—2003). | 22 руб.  | 22 марта    | 115 000 23 000         | Дробышев А.                      | [ 14 ] |
| № 2333                                                              |             | 150 лет со дня рождения Алексея Максимовича Горького (1868—1936), писателя. Картина Н. П. Богданова-Бельского «Портрет А. М. Горького» (1940, Институт мировой литературы им. А. М. Горького РАН). | 100 руб. | 28 марта    | 50 000                 | Ульяновский И.                   | [ 15 ] |
| № 2334                                                              |             | 100 лет со дня образования военных комиссариатов, образованных 8 апреля 1918 года декретом Совета народных комиссаров. Эмблема Главного организационно-мобилизационного управления Генерального штаба Вооружённых сил Российской Федерации. | 25 руб.  | 29 марта    | 198 000 22 000         | Комса Р.                         | [ 16 ] |
| № 2335                                                              |             | Герои Российской Федерации. Дмитрий Евгеньевич Горшков (1971—1999). | 27 руб.  | 5 апреля    | 115 000 23 000         | Дробышев А.                      | [ 17 ] |
| № 2336                                                              |             | 75 лет Национальному исследовательскому центру «Курчатовский институт». | 30 руб.  | 12 апреля   | 300 000 20 000         | Поварихин А.                     | [ 18 ] |
| № 2337                                                              |             | Международная выставка информационных и телекоммуникационных технологий «Связь-2018». Официальный логотип 30-й выставки, прошедшей с 24 по 27 апреля 2018 года на территории ЦВК «Экспоцентр». | 40 руб.  | 24 апреля   | 198 000 22 000         | Бетрединова Х.                   | [ 19 ] |
| № 2338 № 2339 № 2340 № 2341 № 2338—2341                             |             | История отечественного пчеловодства: - Дикое пчеловодство. - Бортевое пчеловодство. - Колодное пчеловодство. - Рамочное пчеловодство. | 40 руб.  | 17 мая      | 50 000                 | Бельтюков В.                     | [ 20 ] |
| № 2342                                                              |             | 200 лет со дня рождения К. Г. Маркса (1818—1883), философа, экономиста. | 27 руб.  | 4 мая       | 264 000 22 000         | Ульяновский C.                   | [ 21 ] |
| № 2343                                                              |             | Вступление в должность Президента Российской Федерации. 7 мая 2018 года В. В. Путин вступил в должность Президента Российской Федерации. | 22 руб.  | 7 мая       | 252 000 28 000         | Ульяновский C.                   | [ 22 ] |
| № 2344                                                              |             | Путь к Победе. Битва за Кавказ. | 41 руб.  | 8 мая       | 161 000 23 000         | Ульяновский C.                   | [ 23 ] |
| № 2345 № 2346 № 2347 № 2348 № 2349 № 2350 № 2351 № 2352 № 2345—2352 |             | Чемпионат мира по футболу FIFA 2018 в России™. Команды-участники: - Группа А. Россия, Саудовская Аравия, Египет, Уругвай. - Группа В. Португалия, Испания, Марокко, Иран. - Группа С. Франция, Австралия, Перу, Дания. - Группа D. Аргентина, Исландия, Хорватия, Нигерия. - Группа Е. Бразилия, Швейцария, Коста-Рика, Сербия. - Группа F. Германия, Мексика, Швеция, Республика Корея. - Группа G. Бельгия, Панама, Тунис, Англия. - Группа Н. Польша, Сенегал, Колумбия, Япония. | 40 руб.  | 10 мая      | 440 000 55 000 295 000 | Шушлебина О. Плотникова Е.       | [ 24 ] |
| № 2353 № 2354                                                       |             | Совместный выпуск Российской Федерации и Японии. Цветы: - Нивяник обыкновенный, рододендрон даурский. - Хризантема, сакура. | 27 руб.  | 16 мая      | 196 000 28 000         | Поварихин А. Хосияма А.          | [ 25 ] |
| № 2355                                                              |             | 300 лет российской полиции. Картина А. А. Шумейко «Оглашение указа Петра I о назначении А. М. Девиера на должность генерал-полицмейстера Санкт-Петербурга» (2015, студия художников имени В. В. Верещагина МВД России). | 95 руб.  | 25 мая      | 50 000                 | Поварихин А.                     | [ 26 ] |
| № 2356                                                              |             | Гербы субъектов и городов Российской Федерации. Новосибирская область, Новосибирск. Герб Новосибирской области. Герб Новосибирска. | 70 руб.  | 29 мая      | 45 000                 | Московец А.                      | [ 27 ] |
| № 2357                                                              |             | Гербы субъектов и городов Российской Федерации. Ямало-Ненецкий автономный округ, Салехард. Герб Ямало-Ненецкого автономного округа. Герб Салехарда. | 70 руб.  | 29 мая      | 45 000                 | Московец А.                      | [ 28 ] |
| № 2358                                                              |             | 70 лет деятельности ООН в России. Надпечатка на марке «Организация Объединённых Наций». Логотип 70-летия Организации Объединённых Наций на фоне штаб-квартиры ООН, надпечатка нового номинала. | 40 руб.  | 14 июня     | 36 000 4000            | Бодрова М. Московец А.           | [ 29 ] |
| № 2359                                                              |             | Чемпионат мира по футболу FIFA 2018 в России™. 14 июня – 15 июля 2018 г. Стилизованное изображение футбольного мяча с видами стадионов и достопримечательностей городов — организаторов Чемпионата мира по футболу 2018 в России™ и его официальной символикой. | 100 руб. | 14 июня     | 530 000                | Савина О.                        | [ 30 ] |
| № 2359 Тип II                                                       |             | Чемпионат мира по футболу FIFA 2018 в России™. 14 июня – 15 июля 2018 г. Стилизованное изображение футбольного мяча с видами стадионов и достопримечательностей городов — организаторов Чемпионата мира по футболу 2018 в России™ и его официальной символикой. Надпечатка в виде счёта финального матча 4:2 между командами Франции и Хорватии, а также даты проведения финала — 15.07.2018 | 100 руб. | 14 июня     | 105 000                | Затологина В. Савина О.          | [ 30 ] |
| № 2360                                                              |             | Гербы субъектов и городов Российской Федерации. Ивановская область, Иваново. Герб Ивановской области. Герб города Иваново. | 70 руб.  | 20 июня     | 45 000                 | Московец А.                      | [ 31 ] |
| № 2361                                                              |             | Гербы субъектов и городов Российской Федерации. Чеченская Республика, Грозный. Герб Чеченской Республики. Герб города Грозного. | 70 руб.  | 8 июня      | 45 000                 | Московец А.                      | [ 32 ] |
| № 2362 № 2363                                                       |             | Совместный выпуск Российской Федерации и Республики Сингапур. К 50-летию установления дипломатических отношений. Современная архитектура: - Москва. Парк «Зарядье». - Сингапур. Парк «Сады у залива». | 40 руб.  | 25 июня     | 104 000 26 000         | Айвори Сеах Бельтюков В.         | [ 33 ] |
| № 2364                                                              |             | Российские кремли. Вологодский кремль. | 46 руб.  | 25 июня     | 40 000 070             | Бетрединова Х.                   | [ 34 ] |
| № 2365                                                              |             | 100 лет радиоэлектронной разведке России. Различные виды технических средств, используемых службами радиоэлектронной разведки России. | 32 руб.  | 29 июня     | 184 000                | Поварихин А.                     | [ 35 ] |
| № 2366 № 2367 № 2368 № 2369                                         |             | Монументальное искусство Московского метрополитена: - З. К. Церетели. «Победа в войне 1812 г.», станция метро «Парк Победы». - П. Д. Корин. «Александр Невский», станция метро «Комсомольская». - А. А. Дейнека. «Сутки советского неба», станция метро «Маяковская». - С. В. Горяев. «Церковь св. Трифона», станция метро «Марьина Роща». | 40 руб.  | 29 июня     | 105 000 35 000         | Ульяновский C.                   | [ 36 ] |
| № 2370                                                              |             | 100 лет г. Кемерово. Памятник шахтёрам Кузбасса на фоне города Кемерово. | 27 руб.  | 6 июля      | 270 000 18 000         | Баховец Н. Патрин Н. Савина О.   | [ 37 ] |
| № 2371                                                              |             | 100 лет со дня рождения Г. В. Кисунько (1918–1998), учёного, основоположника противоракетной обороны. Портрет Г. В. Кисунько на фоне комплекса «Енисей» и пусковой установки с ракетой В-1000. | 22 руб.  | 10 июля     | 300 000 20 000         | Свиридов С.                      | [ 38 ] |
| № 2372                                                              |             | 400 лет г. Новокузнецку. Спасо-Преображенский собор, Кузнецкая крепость и стела к 30-летию Победы на Бульваре Героев. | 27 руб.  | 7 июля      | 270 000 18 000         | Московец А.                      | [ 39 ] |
| № 2373                                                              |             | Храм-памятник на Крови г. Екатеринбурга | 27 руб.  | 17 июля     | 270 000 18 000         | Ульяновский И.                   | [ 40 ] |
| № 2374                                                              |             | Успенский кафедральный собор г. Омска | 32 руб.  | 25 июля     | 300 000 20 000         | Ульяновский И.                   | [ 41 ] |
| № 2375 № 2376 № 2377 № 2378                                         |             | Сокровища России. Ювелиры: - Корчик. 1913 г. Фирма «Фаберже». Петер Карл Фаберже (1846—1920). - Солонка. 1880 г. Фирма «Хлебников». Иван Петрович Хлебников (1819—1881). - Сухарница. 1877 г. Фирма «Овчинников». Павел Акимович Овчинников (1830—1888). - Тройка. 1870—1880 гг. Фирма «Сазиков». Игнатий Павлович Сазиков (1793—1868). | 27 руб.  | 26 июля     | 200 000 25 000         | Московец А.                      | [ 42 ] |
| № 2379                                                              |             | 200 лет со дня рождения Ивана Сергеевича Тургенева (1818–1883), писателя. Портрет И.С. Тургенева и образы героев из произведений писателя. | 90 руб.  | 10 августа  | 40 000                 | Шишкин Г. Савина О.              | [ 43 ] |
| № 2380                                                              |             | Федеральная служба государственной регистрации, кадастра и картографии. Здание и эмблема Федеральной службы государственной регистрации, кадастра и картографии. | 27 руб.  | 20 августа  | 228 000 19 000         | не указан                        | [ 44 ] |
| № 2381                                                              |             | Путь к Победе. Курская битва. Барельеф с группой советских солдат во время Курской битвы. | 41 руб.  | 23 августа  | 161 000 23 000         | Ульяновский C.                   | [ 45 ] |
| № 2382                                                              |             | Тверской вагоностроительный завод. Пассажирский двухэтажный купейный вагон со спальными местами модели 61-4492 на фоне фасада здания заводоуправления ОАО «Тверской вагоностроительный завод». | 27 руб.  | 24 августа  | 153 000 17 000         | не указан                        | [ 46 ] |
| № 2383                                                              |             | 100 лет дипломатическо-курьерской связи МИД России. Эмблема дипломатическо-курьерской службы МИД России. | 27 руб.  | 27 августа  | 180 000 20 000         | не указан                        | [ 47 ] |
| № 2384 № 2385 № 2386 № 2387 № 2384—2387                             |             | Декоративно-прикладное искусство России. Художественная эмаль: - Вологодская финифть. - Красносельская финифть. - Кубачинская финифть. - Ростовская финифть. | 100 руб. | 30 августа  | 55 000                 | Бетрединова Х.                   | [ 48 ] |
| № 2388                                                              |             | Международный конкурс молодых исполнителей популярной музыки «Новая Волна». Сочинский морской торговый порт и логотип Международного конкурса молодых исполнителей популярной музыки «Новая Волна». | 22 руб.  | 31 августа  | 400 000 50 000         | Батурина Ю. Бетрединова Х.       | [ 49 ] |
| № 2389                                                              |             | 100 лет Физико-техническому институту им. А. Ф. Иоффе. Бюст Абрама Фёдоровича Иоффе (1880—1960), основателя института, и здание Физико-технического института им. А.Ф. Иоффе РАН. | 32 руб.  | 5 сентября  | 168 000 21 000         | Капранов С.                      | [ 50 ] |
| № 2390                                                              |             | Герои Российской Федерации. Долгов Олег Николаевич (1976—1996). | 27 руб.  | 6 сентября  | 115 000 23 000         | Дробышев А.                      | [ 51 ] |
| № 2391                                                              |             | 200 лет предприятию «Гознак». Гравюра «Экспедиция Заготовления Государственных Бумаг в начале XX века» и логотип к 200-летию предприятия «Гознак». | 200 руб. | 4 сентября  | 45 000                 | Московец А. Греков А. Циркова А. | [ 52 ] |
| № 2392                                                              |             | Тутаевский моторный завод. Двигатель для тракторов «Кировец» на фоне самосвала БелАЗ, трактора «Кировец» и аэродромного тягача БелАЗ. | 27 руб.  | 5 сентября  | 153 000 17 000         | Поварихин А.                     | [ 53 ] |
| № 2393 № 2394 № 2395 № 2396 № 2393—2396                             |             | Современное искусство России: - Г. Ж. Долмогомбетов. «Памятник воинам, погибшим в локальных войнах и военных конфликтах. 2007 г., г. Касимов». - А. А. Миронов. «Живописец М. В. Нестеров. 2015 г.». - Н. Н. Пластов. «В полях. 2003 г.». - П. Н. Радимов. «Кабинетные часы с календарём. 2005 г.». | 37 руб.  | 20 сентября | 120 000 20 000         | Савина О. Ульяновский И.         | [ 54 ] |
| № 2397                                                              |             | Гербы субъектов и городов Российской Федерации. Московская область. Современный герб Московской области, исторические гербы 1730, 1781, 1856 и 1992 годов. | 120 руб. | 4 октября   | 45 000                 | Московец А.                      | [ 55 ] |
| № 2398                                                              |             | 200 лет г. Грозному. Мечеть «Сердце Чечни» имени Ахмата Кадырова на фоне комплекса высотных зданий «Грозный-сити». | 46 руб.  | 5 октября   | 312 000                | Савина О.                        | [ 56 ] |
| № 2399                                                              |             | Телекомпания НТВ. Товарный знак телеканала «НТВ». | 32 руб.  | 10 октября  | 180 000 20 000         | Бетрединова Х.                   | [ 57 ] |
| № 2400                                                              |             | 100 лет комсомолу. Знаки Ленинского комсомола различных периодов: знак КИМ образца 1922–1944 гг.; знак ВЛКСМ образца 1944–1958 гг.; знак ВЛКСМ образца 1958–1991 гг. | 46 руб.  | 25 октября  | 400 000 50 000         | Ульяновский И.                   | [ 58 ] |
| № 2401                                                              |             | 100 лет Главному управлению Генерального штаба Вооруженных Сил Российской Федерации. Эмблема Главного разведывательного управления Генерального штаба Вооружённых Сил Российской Федерации. | 27 руб.  | 5 ноября    | 180 000 20 000         | Комса Р.                         | [ 59 ] |
| № 2402                                                              |             | Путь к Победе. Битва за Днепр. Барельеф с группой советских солдат во время битвы за Днепр. | 41 руб.  | 15 ноября   | 161 000 23 000         | Ульяновский C.                   | [ 60 ] |
| № 2403                                                              |             | Крымский мост. Панорама Крымского моста. | 46 руб.  | 6 ноября    | 230 000 46 000         | Бельтюков В.                     | [ 61 ] |
| № 2404                                                              |             | 100 лет Центральному научно-исследовательскому институту связи. Здание Центрального научно-исследовательского института связи. | 27 руб.  | 9 ноября    | 240 000 16 000         | Московец А.                      | [ 62 ] |
| № 2405                                                              |             | 100 лет Рязанскому высшему воздушно-десантному командному училищу имени генерала армии В. Ф. Маргелова. Эмблема Рязанского гвардейского высшего воздушно-десантного командного училища имени генерала армии В. Ф. Маргелова. | 27 руб.  | 13 ноября   | 198 000 22 000         | Комса Р.                         | [ 63 ] |
| № 2406                                                              |             | 100 лет Службе защиты государственной тайны Вооружённых Сил Российской Федерации. Эмблема Восьмого управления Генерального штаба Вооружённых Сил Российской Федерации. | 27 руб.  | 13 ноября   | 180 000 20 000         | не указан                        | [ 64 ] |
| № 2407                                                              |             | Федеральная служба по надзору в сфере связи, информационных технологий и массовых коммуникаций. Эмблема на фоне элементов фирменного стиля Федеральной службы по надзору в сфере связи, информационных технологий и массовых коммуникаций. | 27 руб.  | 15 ноября   | 216 000 18 000         | Капранов С.                      | [ 65 ] |
| № 2408                                                              |             | 100 лет Орджоникидзевскому высшему общевойсковому командному училищу имени маршала Советского Союза А. И. Еременко. Здание и знамя Высшего общевойскового командного дважды краснознамённого училища имени Маршала Советского Союза А. И. Ерёменко. | 32 руб.  | 16 ноября   | 176 000 22 000         | Капранов С. Ульяновский C.       | [ 66 ] |
| № 2409                                                              |             | Святой князь Михаил Тверской. Портрет святого князя Михаила Тверского, образы князя Михаила и княгини Анны Кашинской, тверской Спасо-Преображенский собор, древнерусская военная арматура и атрибуты православного богослужения. | 32 руб.  | 5 декабря   | 144 000 18 000         | Ульяновский C.                   | [ 67 ] |
| № 2410                                                              |             | С Новым годом! Снегурочка на фоне зимнего леса. | 22 руб.  | 4 декабря   | 333 000 37 000         | Савина О.                        | [ 68 ] |
| № 2411                                                              |             | Гербы субъектов и городов Российской Федерации. Хабаровский край. Герб города Хабаровска, герб Хабаровского края и карта Российской Федерации. | 70 руб.  | 14 ноября   | 45 000                 | Московец А.                      | [ 69 ] |
| № 2412                                                              |             | Общевойсковая академия Вооруженных Сил Российской Федерации. Здание и эмблема Общевойсковой академии Вооружённых Сил Российской Федерации. | 27 руб.  | 27 ноября   | 228 000 19 000         | Московец А.                      | [ 70 ] |
| № 2413                                                              |             | 100 лет Центральному аэрогидродинамическому институту им. профессора Н. Е. Жуковского. Логотип Центрального аэрогидродинамического института им. профессора Н. Е. Жуковского и гражданский самолёт МС-21 на фоне аэродинамической трубы. | 32 руб.  | 30 ноября   | 168 000 21 000         | Капранов С. Ульяновский C.       | [ 71 ] |
| № 2414 № 2415 № 2416                                                |             | Выдающиеся юристы России. Продолжение серии: - Дмитрий Николаевич Замятнин (1805—1881). - Олимпиад Соломонович Иоффе (1920—2005). - Юрий Петрович Новицкий (1882—1922). | 27 руб.  | 3 декабря   | 112 000 14 000         | Комса Р.                         | [ 72 ] |
| № 2417                                                              |             | 100 лет Финансово-экономической службе Вооружённых Сил Российской Федерации. Эмблема Финансово-экономической службы Вооружённых Сил Российской Федерации. | 27 руб.  | 7 декабря   | 162 000 18 000         | Поварихин А.                     | [ 73 ] |
| № 2418                                                              |             | Лауреат Нобелевской премии. А. И. Солженицын (1918—2008), писатель. Портрет А. И. Солженицына, наблюдательная вышка в колонии и Матрёнин двор, высказывания писателя. | 27 руб.  | 11 декабря  | 225 000 25 000         | Ульяновский C.                   | [ 74 ] |
| № 2419 № 2420 № 2421 № 2422 № 2419—2422                             |             | 25 лет Конституции Российской Федерации: - Конституция Российской Федерации. - Здание Федерального Собрания Российской Федерации. - Здание Правительства Российской Федерации. - Здания судов Российской Федерации. | 160 руб. | 12 декабря  | 45 000                 | Ульяновский C.                   | [ 75 ] |
| № 2423                                                              |             | Федеральная служба по регулированию алкогольного рынка. Эмблема и здание Росалкогольрегулирования. | 32 руб.  | 14 декабря  | 168 000 14 000         | Бетрединова Х.                   | [ 76 ] |
| № 2424 № 2425                                                       |             | Герои-контрразведчики. Герои Советского Союза: - Крыгин Михаил Петрович (1918–1945) — военный контрразведчик, лейтенант. Звание Героя Советского Союза (посмертно) присвоено за проявленные бесстрашие и героизм в борьбе с японскими захватчиками в ходе Сейсинской операции. - Чеботарёв Василий Михайлович (1918–1944) — военный контрразведчик, гвардии лейтенант. Звание Героя Советского Союза (посмертно) присвоено за образцовое выполнение боевых заданий командования на фронте, мужество и героизм, проявленные в боях в ходе операции «Багратион». | 27 руб.  | 12 декабря  | 112 000 14 000         | Дробышев А. Ульяновский C.       | [ 77 ] |
| № 2426 № 2427                                                       |             | Герои-контрразведчики. Герои Российской Федерации: - Громов Сергей Сергеевич (1966—1995) — советский и российский офицер, капитан ВДВ, контрразведчик, Герой Российской Федерации. 27 февраля 1995 года за мужество и героизм, проявленные при исполнении служебного и воинского долга, капитану Сергею Сергеевичу Громову присвоено звание Героя Российской Федерации посмертно. Награждён медалями «За отвагу», «За отличие в воинской службе» 1-й и 2-й степеней. - Угрюмов Герман Алексеевич (1948—2001) — деятель органов государственной безопасности России, адмирал, Герой Российской Федерации. Звание Героя Российской Федерации присвоено Указом Президента Российской Федерации от 20 декабря 2000 года за мужество и героизм, проявленные при исполнении воинского долга. Награждён орденами «За военные заслуги», «Знак Почёта»; медалями, в том числе «За отвагу на пожаре» (1974); нагрудными знаками «Почётный сотрудник контрразведки» (1997); «За службу в контрразведке» 2-й и 3-й степени. | 27 руб.  | 17 декабря  | 115 000 23 000         | Дробышев А.                      | [ 78 ] |
| № 2428 № 2429 № 2430 № 2431 № 2432 № 2428—2432                      |             | Государственные награды Российской Федерации. Знаки отличия Российской Федерации: - Знак отличия Георгиевский крест. Знак отличия Георгиевский крест восстановлен с небольшими изменениями внешнего облика и статута в 1992 году. Положение о Георгиевском Кресте предполагает награждение рядового состава Российской армии (солдат и матросов), сержантского и старшинского состава, а также прапорщиков, мичманов и младших офицеров. - Знак отличия «За благодеяние». Знак отличия «За благодеяние» учреждён в 2012 году. Знаком отличия «За благодеяние» могут быть награждены граждане России, а также граждане других государств за активную деятельность в сфере благотворительности, защиты прав человека, развитии науки, культуры, образования и здравоохранения. - Знак отличия «За наставничество». Знак отличия «За наставничество» учреждён в 2018 году. Знаком отличия «За наставничество» награждаются лучшие наставники молодёжи из числа квалифицированных работников промышленности и сельского хозяйства, транспорта, инженерно-технических работников, государственных и муниципальных служащих, учителей, преподавателей и других работников образовательных организаций, врачей, работников культуры и деятелей искусства за личные заслуги на протяжении не менее пяти лет. - Знак отличия «За безупречную службу» 30 лет. Знак отличия «За безупречную службу» учреждён в 1994 году. Основанием для награждения служит деятельность награждаемого, связанная с развитием и укреплением государственности и приносящая Отечеству существенную пользу. Знак различается для гражданских и военных лиц: знак отличия военнослужащим вручается на георгиевской ленте, а гражданским лицам — на ленте ордена «За заслуги перед Отечеством». - Знак отличия «За безупречную службу» 50 лет. | 51 руб.  | 20 декабря  | 112 000 14 000         | Ульяновский И.                   | [ 79 ] |
| № 2433                                                              |             | 100 лет музею-заповеднику «Дмитровский кремль». | 40 руб.  | 13 декабря  | 160 000 20 000         | Плотникова Е.                    | [ 80 ] |

## Комментарии
1. ↑  Ниже приведён перечень коммеморативных марок (с возможностью сортировки по номиналу, тиражу и дате введения в обращение).